# 亜美
亜美（あみ、6月14日生）は、日本のミュージシャン、ヴォーカリスト、作詞家、作曲家、編曲家。

## 来歴・人物
福岡、北九州生まれ。2003年、インディーズにて『亜美CD 1（5曲入りミニアルバム）』をリリース。2004年『亜美CD 2（5曲入りミニアルバム）』をリリース。2004年から2009年まで、NHKの教育番組『からだであそぼ』内で声遊びを担当。2005年からは他アーティストへの楽曲提供やコーラスアレンジなども始める。2005年から2015年現在までKinKi Kidsのドームツアーにコーラスとして参加。2010年から2015年現在まで堂本光一のソロアリーナツアーにコーラスとして参加（2011年アジアツアーを含む）。2008年、テレビアニメ『一騎当千 Great Guardians』のオープニング「No×Limit!」をメディアファクトリーよりリリース。2010年、吉田建率いるSugar&The Honeytones（屋敷豪太、土屋公平、浅倉大介、koto）のボーカルとして各地でライブを開催。2011年、フジテレビのコント番組『ピカルの定理』内のコント「ピカリ大学 グリークラブ」のコーラスアレンジを務める。2011年のOVA『一騎当千 集鍔闘士血風録』の主題歌「FATE 〜on the way〜」の作詞・ボーカル(雁行真依とツインボーカル)を務め、翌年にメディアファクトリーよりリリース（『歌姫ベストソング・コレクション-歌鳥風月-』収録）。2011年の『言葉の達人』に作詞家として掲載される。
2012年、J-popの夏ソングばかりを集めたカバーアルバム『J-POPカバーMIX better better』をTOWER RECORDSよりリリース。
2014年、Moana&Lovers on the Beachというハワイアンレゲエバンドを結成。
2015年、『ソフィーのアトリエ 〜不思議な本の錬金術士〜』のアバンタイトル曲「世界、星と空と道と」のボーカルを担当。

## ディスコグラフィ

### シングル
| 枚  | 発売日        | タイトル     | 規格品番   | 規格品番  | オリコン 最高位 |
| 枚  | 発売日        | タイトル     | 初回限定盤 | 通常盤    | オリコン 最高位 |
| --- | ------------- | ------------ | ---------- | --------- | --------------- |
| 1st | 2008年7月30日 | No Limit!/影 | ZMCZ-4180  | ZMCZ-4181 | 43位            |

### アルバム
| 枚        | 発売日       | タイトル                     | 規格品番  |
| --------- | ------------ | ---------------------------- | --------- |
| 1stミニ   | 2003年       | 亜美CD 1                     |           |
| 2ndミニ   | 2004年       | 亜美CD 2                     |           |
| 1stカバー | 2012年8月1日 | J-POPカバーMIX better better | TRJC-1009 |

### 音楽CD
| 発売日         | 商品名                                                              | 歌        | 楽曲                    | 備考                                                                  |
| -------------- | ------------------------------------------------------------------- | --------- | ----------------------- | --------------------------------------------------------------------- |
| 2012年2月22日  | 一騎当千 歌姫ベストソングコレクション-歌鳥風月-                     | AMI & MAI | 「FATE 〜on the way〜」 | OVA『一騎当千 集鍔闘士血風録』主題歌                                  |
| 2015年11月18日 | PLATHTA ソフィーのアトリエ〜不思議な本の錬金術士〜 ボーカルアルバム | 亜美      | 「世界、星と空と道と」  | ゲーム『ソフィーのアトリエ 〜不思議な本の錬金術士〜』アバンタイトル曲 |

## 楽曲提供
- 堂本光一 「Slave Maker」「Lost World」「SHOW ME UR MONSTER」「Just A Woman」「Love Professor」
- King & Prince
  - 「Moon Lover」（作詞）
- 大島麻衣「愛ってナンダホー」「ごめんねダーリン」（作詞）
- KAT-TUN
- 関ジャニ∞
- JUJU
- タッキー&翼
- 土屋アンナ
- NYC Boys　「Dial up」（作詞）
- Hey!Say!JUMP　「Puppy Boo」　「愛ing -アイシテル-」　「 School Girl」　「OUR FUTURE」　「Swinging days」　「レインボーキャンディーガール」　「Romeo & Juliet」（作詞）
- 怪盗y-ELOOW-voice（山田涼介・八乙女光・髙木雄也）　「Yes!」（作詞）
- 中島裕翔　「Waiting for the rain」（作詞）
- A.B.C-Z
- Sexy Zone
- Daisy×Daisy
- 柴田あゆみ
- マルヤマエリ
- 鈴木愛理
  - 「Dissolution」（作詞）

## コーラス参加
- 堂本光一
- 嵐
- 近藤真彦
- 玉木宏
- NEWS
- 藤木直人
- リア・ディゾン
- さまぁ〜ず
- TOKIO
- V6
- Kis-My-Ft2
- BAD BOYS
- 椎名へきる
- ジャニーズWEST
- ケツメイシ
- 高橋夕季
- 舞祭組
- the GazettE
- KinKi Kids
- 山下智久
- 安室奈美恵
- ダイスケ
- 大島麻衣
- 山田涼介
- リトルボニー
- 鈴木愛理
- 秋山竜次

## ツアー帯同
- KinKi Kids
- 堂本光一
- ナチュラル ハイ
- V6
- NEWS

鈴木愛理
- 松任谷由実